# Lartigue (Gers)
Lartigue è un comune francese di 158 abitanti situato nel dipartimento del Gers nella regione dell'Occitania.

## Società

### Evoluzione demografica
Abitanti censiti